# Christina Scherwin
Christina Illum Scherwin (født 11. juli 1976 i Viborg) er en tidligere dansk spydkaster og lejlighedsvis også kuglestøder. 
Scherwin var medlem af Aarhus 1900 og Sparta. Hun har fem gange vundet DM i spydkast mellem 2000-2005. Derudover har hun vundet DM i kuglestød 4 gange, samt en enkelt DM-sejr i kastefirkamp. Scherwin modtog en sølvmedalje i spydkast under Universiaden i 2003 i Daegu, Sydkorea.  Hun fik sit internationale gennembrud i spydkast ved VM i Helsingfors i 2005, da hun blev nummer fire i finalen med et kast på 63,43 m, hvilket på det tidspunkt var en forbedring af hendes egen danske rekord. Den 6. juli 2006 forbedrede hun yderligere rekorden i forbindelse med atletikstævnet Aarhus Games til 64,06 m. Den 9. september 2006 forbedrede hun i World Athletics Final endnu en gang sin egen danske rekord, så den nu lyder på 64,83 m. 
I 2007-08 var Scherwin plaget af skader, og hun afsluttede sin karriere ved OL i Beijing, hvor hun blot fik noteret et kast på 53,95 m og endte på en 24.-plads. Hun deltog også ved OL 2004 med en slutplacering som nummer 29 (56,86 m). 
Hun vejer 67 kg og er 176 cm høj.
Scherwin er gift med sin tidligere træner Mark Fletcher; hendes fysiske træner var islændingen Vesteinn Hafsteinnson. I 2009 blev hun mor til en datter, og sideløbende har hun på rekordtid skabt resultater som træner for flere store spydkasttalenter i Eugene i staten Oregon, hvor hun har slået sig ned sammen med sin mand.
Scherwin er uddannet som eksportelev fra Harman Consumer International og har en bachelor i økonomi.